# Diet Kramer
Diet Kramer (Amsterdam, 25 april 1907 – Den Haag, 12 augustus 1965) was een Nederlandse schrijfster. In de jaren dertig schreef ze onder meer populaire romans voor volwassenen en voor jongeren.

## Levensloop
Dina Maria Kramer, zoals haar officiële naam luidt, werd in 1907 geboren in Amsterdam. Ze was de jongste van zes kinderen in een Nederlands-Hervormd middenstandgezin. Haar ouders, Pauwel Hendrik Kramer en Jacoba Ipenburg, hadden een drogisterij, eerst in de Kerkstraat, later in de Nieuwe Spiegelstraat.
Na de hbs werkte ze korte tijd op een kantoor en bij enkele uitgeverijen. Daarnaast volgde ze cursussen op het gebied van (kunst)geschiedenis, literatuur en muziek.
In 1924, toen ze nog op school zat, debuteerde ze in De Telegraaf met een schetsje, getiteld ‘Camielke’. Daarna namen tijdschriften als Opgang en Opwaartsche Wegen schetsen van haar op. Vervolgens begon ze ook boeken te schrijven. Haar eerste meisjesroman, Stans van de Vijf-jarige, verscheen in 1927. Haar tweede meisjesboek, Ons Honk (1928), werd door uitgeverij Van Holkema & Warendorf opgenomen in de reeks Bekroonde Boeken. Hierna besloot ze definitief schrijfster te worden.
Tijdens een vakantie in Valkenburg in 1929 leerde Diet Kramer de bijna zestien jaar oudere Willem Anne Muller (1891-1945) kennen. Ze bleef contact met hem houden, ook nadat Muller in 1930 naar Batavia was vertrokken, waar hij rector werd van het Bataviaasch Lyceum. Intussen publiceerde ze verhalen en artikelen over letterkundige, cultuurhistorische en pedagogische onderwerpen in uiteenlopende tijdschriften. Tevens deed ze vertaalwerk en werkte ze mee aan series schoolleesboekjes van uitgeverij P. Noordhoff, deels onder de schrijversnaam Paul van Ipenburg.
In 1932 verscheen Begin. Deze eerste roman voor volwassenen sloeg aan bij het publiek, vooral door de herkenbare wijze waarop Diet Kramer het toenmalige moderne leven in beeld bracht. Een jaar later vertrok ze naar Nederlands-Indië. Ze voegde zich bij Wim Muller, met wie ze op 24 januari 1934 trouwde. Er werden twee kinderen geboren, een dochter en een zoon.
Hoewel de combinatie van gezin en schrijverschap moeilijk was voor Diet Kramer, bleef ze schrijven en publiceren. In 1935 verschenen zelfs twee boeken: Vechters, dat ze publiceerde onder het pseudoniem Dingena de Pater, en De Bikkel. Andere populaire boeken in die jaren waren Roeland Westwout (1937), Onrustig is ons hart (1939) en Lodewijk de rattenvanger (1941).
Tijdens de Tweede Wereldoorlog zat Diet Kramer met haar twee kinderen in de interneringskampen Ambarawa 8 en Banjoebiroe XI op Midden-Java. Haar man overleed vlak voor de bevrijding in een mannenkamp. In 1946 keerde ze terug naar Nederland. Na korte tijd bij haar moeder in Amsterdam gewoond te hebben vestigde ze zich met haar kinderen in Den Haag. Onder meer door de gebeurtenissen in de oorlog en de dood van haar man kampte ze in de jaren daarna met tal van fysieke en psychische problemen. Ze publiceerde nog enkele boeken, waaronder Thuisvaart (1948), waarin ze haar ervaringen in de kampen en bij de repatriëring verwerkte. De rust ontbrak haar echter om zich volledig op het schrijfwerk te concentreren. Op 12 augustus 1965 overleed Diet kramer op 58-jarige leeftijd in Den Haag. Ze werd bijgezet op begraafplaats Westduin in Den Haag.

## Belang
De romans van Diet Kramer gaan veelal over jonge mensen die worstelen met zichzelf en hun plaats in de samenleving. Juist daardoor spraken ze een breed publiek aan, jongeren en volwassenen. De boeken hielden de lezers een spiegel voor en lieten zien op welke manier aan problemen het hoofd kon worden geboden. Ook toonden de boeken welke waarden en normen in die tijd werden gehanteerd. Daarmee had het werk van Diet Kramer een duidelijke functie voor het publiek.

## Werken
- Stans van de Vijf-jarige (1927)
- Ons Honk (1928)
- Kleine levens (1929)
- Begin (1932)
- Razende Roeltje (1933)
- Bloesem : een boek voor meisjes (1933)
- Vechters (1935)
- De Bikkel (1935)
- Roeland Westwout (1937)
- Karakters en gebeurtenissen (1938)
- Onrustig is ons hart (1939)
- Eindexamen 1940 (1940)
- Vijf rovers en een rovershol (1941)
- Het geheim van de gesloten kamer (1941)
- Lodewijk de rattenvanger (1941)
- Thuisvaart (1948)
- Zes + een werd 7 (1949)
- De avonturen van Lodewijk (1971) Omnibus bevat Lodewijk de mensenredder (1951) en Lodewijk de Circushond (1960)

## Secundaire literatuur
- Janneke van der Veer - ‘Het katterig gezanik om een jongen’: Diet Kramer en de kritiek op het meisjesboek (Z.pl., 2016)
- Janneke van der Veer - ‘Onrustig is ons hart’: Leven en schrijverschap van Diet Kramer (1907-1965) (Schalkhaar, 2018)